# ال‌جی وی‌۱۰

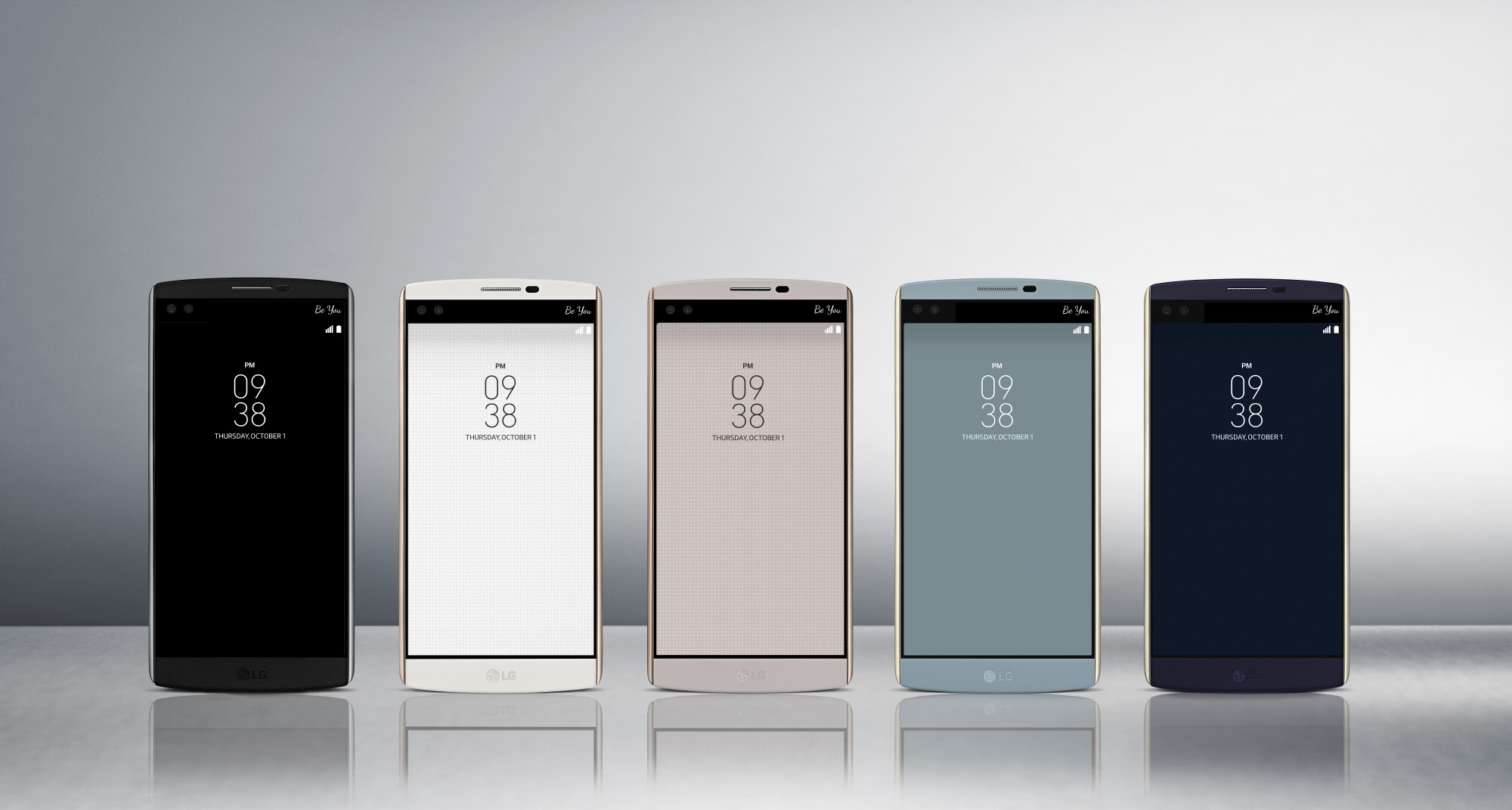
LGV10

ال‌جی وی۱۰ یک گوشی هوشمند اندرویدی است که توسط ال‌جی الکترونیکس به عنوان بخشی از سری وی ال‌جی ساخته شده‌است. این دستگاه در سپتامبر ۲۰۱۵ معرفی و در اکتبر همان سال منتشر شد که شباهت‌های زیادی با ال‌جی جی۴ داشت. ویژگی اصلی آن یک نمایشگر دوم تنظیم‌شونده در بالای صفحه نمایش اصلی است که اعلان‌ها و کنترل‌گر موسیقی را بدون روشن‌کردن نمایشگر اصلی نشان می‌دهد. در سال ۲۰۱۶، جانشین آن، ال‌جی وی۲۰ عرضه شد.